# اوی-دونگ
اوی-دونگ (به لاتین: Ui-dong) یک منطقهٔ مسکونی در کره جنوبی است که در Gangbuk District واقع شده‌است.